# 427695 Johnpazder
427695 Johnpazder è un asteroide della fascia principale. Scoperto nel 2004, presenta un'orbita caratterizzata da un semiasse maggiore pari a 3,1087803 UA e da un'eccentricità di 0,1128769, inclinata di 9,50912° rispetto all'eclittica.
Dal 2 giugno al 29 agosto 2015, quando 435728 Yunlin ricevette la denominazione ufficiale, è stato l'asteroide denominato con il più alto numero ordinale. 
Prima della sua denominazione, il primato era di 417978 Haslehner.
L'asteroide è dedicato al ricercatore canadese John Pazder.